# Mosfilmowskaja

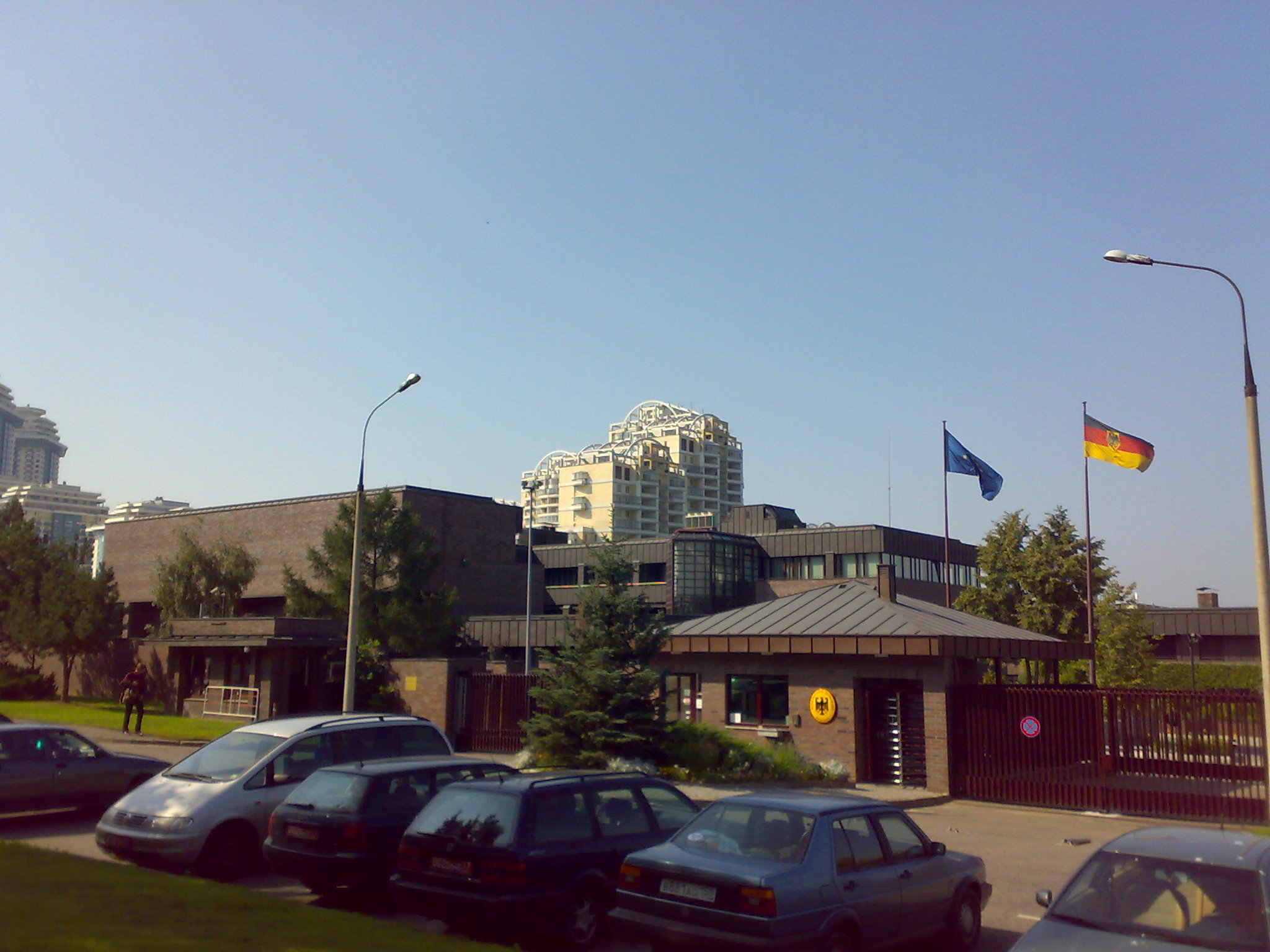
Mosfilmowskaja 56. Deutsche Botschaft Moskau

Die Mosfilmowskaja (russisch Мосфильмовская улица) ist eine drei Kilometer lange Straße im Stadtteil Ramenki im Westlichen Verwaltungsbezirk Moskaus.

## Geschichte
Die Straße erhielt ihren Namen 1952 nach der Filmgesellschaft Mosfilm, die sich dort befindet. Davor hieß sie Mosfilmstraße und Potylicha (russ. Потылиха). Potylicha ist ein historisches Gelände am Zusammenfluss des Setun und der Moskwa nördlich der Sperlingsberge. Im 17. Jahrhundert befand sich hier das Dorf Troizkoje-Golenischtschewo (oder auch Golenischtschewo-Kutusowo), das der Adelsfamilie Kutusow gehörte. Mitte des 17. Jahrhunderts wurde hier die Kirche der Heiligen Dreifaltigkeit zu Troize-Golenischtschewo errichtet. 
In den 1970er und 1980er Jahren wurden an der Mosfilmowskaja viele Botschaftsgebäude errichtet. An der Straße befinden sich unter anderem:
- Mosfilm (Hausnummer 1)

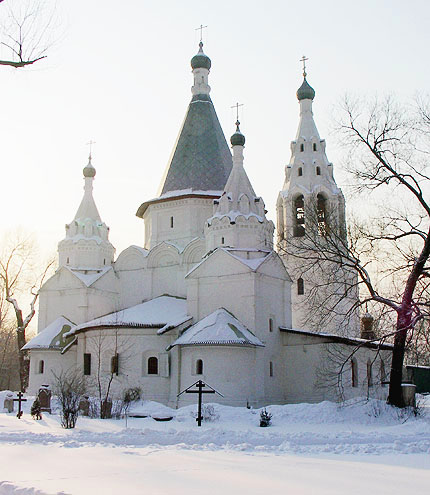
Die Kirche der Heiligen Dreifaltigkeit

- Die Wohnanlage für die sowjetische militärische Führung (Hausnummer 11, Korps 1.2.3 und 4). Hier lebten unter anderem der Marschall der Sowjetunion Wassili Petrow, der Generaloberst der Flieger Semjon Charlamow, der Flottenadmiral Nikolai Smirnow sowie der Marschall der Flieger und zweimalige Held der Sowjetunion Nikolai Skomorochow.
- Die Kirche der Heiligen Dreifaltigkeit zu Troize-Golenischtschewo (Hausnummer 18a). Diese Kirche wurde 1644/45 anstelle der ehemaligen Holzkirche errichtet.
- Die Botschaften von Kuwait, Serbien, Malaysia, Nicaragua, Panama, Bosnien-Herzegowina, Deutschland (Hausnummer 56)[1], Schweden, Ungarn, Rumänien, Bulgarien und Nordkorea